# Corigliano Calabro
Corigliano Calabro is een voormalige gemeente en stad in de Italiaanse provincie Cosenza (regio Calabrië) en telt 38.766 inwoners (31-12-2004). De oppervlakte bedraagt 196,0 km², de bevolkingsdichtheid is 187 inwoners per km². De gemeente ging op 31 maart 2018 op in de fusiegemeente Corigliano-Rossano samen met de buurgemeente (en stad) Rossano.
De volgende frazioni maken deel uit van de gemeente: Schiavonea, Corigliano Scalo, Cantinella, San Nico, Piana Caruso, Baraccone, Simonetti, Apollinare, Fabrizio Grande, Fabrizio Piccolo.
Corigliano Calabro ligt in de heuvels en wordt gekenmerkt door stijgende middeleeuwse straatjes naar de centrale burcht. Het moderne stadje en de winkelstraten liggen in Corigliano Scalo aan de spoorlijn. Dit is het tweede centrum van de gemeente Corigliano Calabro.
Schiavonea is een kust- en vissersplaatsje met een grote boulevard langs de zee. Hier is het uitgaangsleven gevestigd.

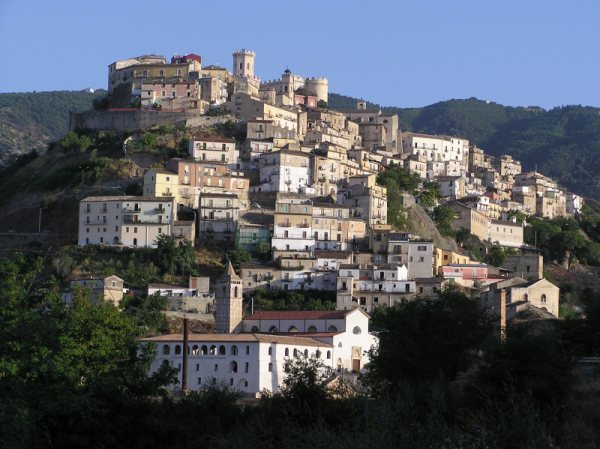
Uitzicht

## Demografie
Corigliano Calabro telt ongeveer 12279 huishoudens. Het aantal inwoners steeg in de periode 1991-2001 met 7,4% volgens cijfers uit de tienjaarlijkse volkstellingen van ISTAT.
| Jaar | Inwoneraantal |
| ---- | ------------- |
| 1991 | 35.615        |
| 2001 | 38.241        |

## Geografie
Corigliano Calabro grenst aan de volgende gemeenten: Acri, Cassano allo Ionio, Longobucco, Rossano, San Cosmo Albanese, San Demetrio Corone, San Giorgio Albanese, Spezzano Albanese, Tarsia, Terranova da Sibari.

## Geboren
- Gennaro Gattuso (9 januari 1978), voetballer

Acquaformosa · Acquappesa · Acri · Aiello Calabro · Aieta · Albidona · Alessandria del Carretto · Altilia · Altomonte · Amantea · Amendolara · Aprigliano · Belmonte Calabro · Belsito · Belvedere Marittimo · Bianchi · Bisignano · Bocchigliero · Bonifati · Buonvicino · Calopezzati · Caloveto · Campana · Canna · Cariati · Carolei · Carpanzano · Casali del Manco · Cassano all'Ionio · Castiglione Cosentino · Castrolibero · Castroregio · Castrovillari · Celico · Cellara · Cerchiara di Calabria · Cerisano · Cervicati · Cerzeto · Cetraro · Civita · Cleto · Colosimi · Corigliano-Rossano · Cosenza · Cropalati · Crosia · Diamante · Dipignano · Domanico · Fagnano Castello · Falconara Albanese · Figline Vegliaturo · Firmo · Fiumefreddo Bruzio · Francavilla Marittima · Frascineto · Fuscaldo · Grimaldi · Grisolia · Guardia Piemontese · Lago · Laino Borgo · Laino Castello · Lappano · Lattarico · Longobardi · Longobucco · Lungro · Luzzi · Maierà · Malito · Malvito · Mandatoriccio · Mangone · Marano Marchesato · Marano Principato · Marzi · Mendicino · Mongrassano · Montalto Uffugo · Montegiordano · Morano Calabro · Mormanno · Mottafollone · Nocara · Oriolo · Orsomarso · Paludi · Panettieri · Paola · Papasidero · Parenti · Paterno Calabro · Pedivigliano · Piane Crati · Pietrafitta · Pietrapaola · Plataci · Praia a Mare · Rende · Rocca Imperiale · Roggiano Gravina · Rogliano · Rose · Roseto Capo Spulico · Rota Greca · Rovito · San Basile · San Benedetto Ullano · San Cosmo Albanese · San Demetrio Corone · San Donato di Ninea · San Fili · San Giorgio Albanese · San Giovanni in Fiore · San Lorenzo Bellizzi · San Lorenzo del Vallo · San Lucido · San Marco Argentano · San Martino di Finita · San Nicola Arcella · San Pietro in Amantea · San Pietro in Guarano · San Sosti · San Vincenzo La Costa · Sangineto · Sant'Agata di Esaro · Santa Caterina Albanese · Santa Domenica Talao · Santa Maria del Cedro · Santa Sofia d'Epiro · Santo Stefano di Rogliano · Saracena · Scala Coeli · Scalea · Scigliano · Serra d'Aiello · Spezzano Albanese · Spezzano della Sila · Tarsia · Terranova da Sibari · Terravecchia · Torano Castello · Tortora · Trebisacce · Vaccarizzo Albanese · Verbicaro · Villapiana · Zumpano